# Chokdoktrinen
Chokdoktrinen (med undertitlen Katastrofekapitalismens opkomst) er en bog af Naomi Klein fra 2007. Bogen hævder, at katastrofer, natur- eller menneskeskabte, udnyttes af erhvervsfolk i alliance med neoliberale økonomer og politikere til at gennemføre upopulære privatiseringer, dereguleringer af markedet, og nedskæringer i offentlige ydelser. Dette med store omfordelinger af penge til den økonomiske elite som resultat, fx ved at bortauktionere offentlige virksomheder til brøkdele af deres værdi, mens befolkningen stadig er chokeret over katastrofen eller samfundsomvæltningen. Ifølge analysen skulle dette være en vigtig baggrund for Irakkrigen.

## Teorien
Naomi Kleins teori handler dels om en alliance mellem nogle aktører, dels om en fremgangsmåde.

### Alliancen mellem aktørerne
Ikke alle aktørerne indgår i alle aktionerne.
- Neoliberale økonomer inspireret af Milton Friedman mener, at den bedste samfundsøkonomi opnås ved gennemgribende privatisering af staten, 'deregulering' (at staten ikke blander sig i samfundet) og sænkning eller fjernelse af offentlige sociale udgifter. De er også tilhængere af frihandel. Disse økonomer kaldes også Chicago-skole økonomer. Et dansk eksempel på neoliberale økonomer er CEPOS.
- Erhvervsfolk fra store virksomheder ikke mindst i USA ønsker også, at verdens lande følger denne opskrift, for det giver dem mulighed for at erobre nye markeder. Disse virksomheder kan bruge deres økonomiske styrke til at fremme sagen på flere måder.
- Politikere, igen ikke mindst i USA, kan have flere grunde til at indgå i alliancen, fx at de er tilhængere af neoliberalismen, at de har tætte bånd til erhvervslivet, eller at de mener at det er en fordel for USA at landets virksomheder står stærkt i verden.

CIA har støttet flere af militærkuppene (en type af katastrofer), fordi man foretrak en USA-venlig diktator frem for en USA-kritisk folkevalgt leder.
Lokale militære ledere har indgået, når der var tale om militærkup, fordi de gerne ville have magten selv.
IMF og Verdensbanken låner penge ud til nødlidende lande, men stiller krav om at de følger en neoliberal politik, på trods af at dette ofte er imod befolkningens ønske, bl.a. fordi det øger fattigdommen.
Finansspekulanter kan tjene store penge på at opkøbe billige aktier efter en katastrofe.

### Fremgangsmåden

#### Chok
Grundidéen (Chok-doktrinen) er ifølge Klein, at neoliberalisme stort set aldrig er populært nok til at vinde et demokratisk valg. Men efter en stor militær, økonomisk eller naturskabt katastrofe (et chok) er befolkningens modstandskraft svækket, og man kan indføre det. Det er vigtigt, at det sker massivt og hurtigt, igen som et chok, for at befolkningen ikke når at gøre modstand. Dette kaldes af økonomer for chokterapi. Det kan være nødvendigt for bagmændene at bruge vold, fx politiske henrettelser og tortur for at gøre chokket kraftigt nok til at nedbryde modstanden.
Naomi Klein trækker her en parallel til elektrochok i psykiatrien, som man også har troet skabte en 'ren tavle' ved at nedbryde psyken, så et nyt sind kunne bygges op fra bunden.
CIA har en torturmanual, der også bruger en række chok for at nedbryde en fanges psyke.

#### Genopbygning
Efter et chok som fx en naturkatastrofe skal der typisk ske en genopbygning af landet. Her er fremgangsmåden ifølge Klein, at man ikke genopbygger det ødelagte (fx lavindkomst-boliger) men lader erhvervslivet (fx hotelbranchen) udvide, gerne for nødhjælpspenge. Selve genopbygningen aftales gennem kontrakter med store beløb til typisk udenlandske firmaer (der så bliver 'kontrahenter'), der også på denne måde kan tjene på katastrofen. Landet er typisk nødt til at låne mange penge af IMF eller Verdensbanken, der så stiller markante krav om 'liberalisering' af økonomien.
Der er altså tale om en slags kapitalisme, der udnytter og nogle gange ligefrem fremmer eller endda skaber katastrofer for at tjene penge. Deraf undertitlen 'katastrofekapitalismen'.

#### Katastrofeindustrien
Med tiden er der ifølge Klein opstået en række brancher, der mere eller mindre bevidst tjener penge på katastrofer. Udover eksisterende brancher som fx olieindustrien og militærindustrien taler Naomi Klein om 'katastrofeindustrien', der fx sælger 'sikkerhed' (både fysisk og IT), genopbygning, katastrofeforsikringer og medicin. Tilsammen udgør disse brancher så stor en del af økonomien i USA og Israel, at børskurserne sammenlagt steg efter de seneste katastrofer (efter 2004) i stedet for at falde som tidligere.

## Eksempler
Det meste af bogen består af konkrete eksempler, der ifølge Klein afslører aktører i at benytte chok-doktrinen. Her er nogle:

### Chile under Pinochet
I 1970 blev socialisten Salvador Allende valgt til præsident, og de amerikanske ejere af kobberminerne (den vigtigste industri) følte sig ifølge Klein truet. I 1973 væltedes han ved et blodigt militærkup støttet af CIA, erhvervsfolk og økonomer uddannet af Chicago-skolen. Diktaturet under general Pinochet gennemførte massehenrettelser, tortur og bortførelser for at nedkæmpe modstanden, samtidig med at det begyndte at indføre neoliberal chokterapi, der bl.a. åbnede landet for udenlandske firmaer. Denne politik gik hårdt ud over landets økonomi, inklusive det lokale erhvervsliv, så den blev opgivet i 1982. Alligevel er Chile blevet brugt som forbillede af Chicago-skolen, samtidig med at man hævder at den økonomiske politik intet havde at gøre med volden. Naomi Klein viser dog en række sammenhænge.

### Argentinas militærdiktatur
I 1976 var der militærkup i Argentina. Efterfølgende havde det amerikanske firma Ford et samarbejde med militærjuntaen, hvor Ford leverede biler og styret ifølge Klein undertrykte Fords arbejdere, bl.a. ved tortur af fagforeningsfolk inde på fabriksområdet. Da de sydamerikanske diktaturer (også Brasilien og Uruguay) senere bliver undersøgt af menneskerettighedsgrupper for krænkelser af menneskerettighederne, sættes krænkelserne ikke i forbindelse med den førte økonomiske politik, måske fordi undersøgelserne finansieres af Ford Foundation.

### Solidaritet i Polen
I 1988 vandt Solidaritet valget i Polen, men landet var i økonomisk krise og IMF ville ifølge Klein kun hjælpe hvis regeringen lavede økonomisk chokterapi, hvilket skete i 1989 i strid med valgløfterne. Det samme skete i andre østeuropæiske lande, da 'Muren faldt' i 1989, med høj arbejdsløshed til følge.

### Kina i 1989
I 1980'erne var Kina i gang med en liberalisering af økonomien, vejledt af Milton Friedman. Men borgerne protesterede mod manglen på demokrati i 1989 (se Demonstrationerne på Den Himmelske Freds Plads (1989)). Styret slog ifølge Klein hårdt ned på kritikerne og skruede op for liberaliseringen, bl.a. ved at lave 'eksportzoner' med lav virksomhedsskat og uden arbejderrettigheder.

### Rusland 1991-1993
I 1991 var Gorbatjov præsident for Sovjetunionen, og styrede mod en skandinavisk blandingsøkonomi. Men G7 og IMF krævede ifølge Klein neoliberalistisk chokterapi for at hjælpe. Gorbatjov blev væltet og Sovjetunionen opløst, og Boris Jeltsin blev Ruslands præsident med midlertidig magt til at udstede dekreter uden parlamentets godkendelse. Han gennemførte sammen med bl.a. 'reform-økonomen' Jegor Gajdar en økonomisk chokterapi for at få lån, hvilket gav stor fattigdom. Det russiske parlament ville derefter selv lovgive, men Jeltsin erklærede undtagelsestilstand støttet af Vesten, 'opløste' parlamentet i 1993 uden at have mandat, hvorefter parlamentet startede en rigsretssag mod ham. Jeltsin fik så hæren til at storme parlamentet, og kunne herefter fortsætte chokterapien uden demokratisk modstand. Mange blev fattige, men en lille gruppe 'oligarker' blev rige (og støttede Jeltsin økonomisk).

### ANC i Sydafrika
I 1994 vandt ANC og Nelson Mandela magten i Sydafrika efter mange års apartheid. Men ANC overtog den store gæld til IMF (og de medfølgende krav) og var ifølge Klein bange for at skræmme udenlandske investorer, så de indfriede ikke løfterne fra deres Frihedscharter, der bl.a. handlede om omfordeling efter mange års udbytning. Derimod førte de en neoliberalistisk politik.

### Valutakrisen i Asien 1997
Frem til 1997 havde nogle sydøstasiatiske lande ('de asiatiske tigre') stor økonomisk fremgang. Dette blev opnået ved en styret blandingsøkonomi, og altså uden frihandel. Men Vesten ville ifølge Klein gerne være med til festen, og efter pres åbnede landene i 1995 op for frie finansstrømme. Derfor kunne rygter om økonomiske problemer i 1997 pludselig skabe en valutakrise. Denne kunne være bremset med hurtige lån fra IMF, men IMF ventede længe for at gøre krisen værre og landene møre overfor skrappe krav om liberalisering. Da landene gik med til kravene, måtte de indføres ved dekret i undtagelsestilstand på grund af folkelige protester. Derefter afslørede IMF kravene, men der gik panik i markederne fordi de skrappe krav tydede på at de økonomiske problemer var værre end de var. Amerikanske firmaer kunne så opkøbe asiatiske virksomheder til spotpris, også offentlige virksomheder som staterne var nødt til at sælge, fx opkøbte man konkurrerende virksomheder for at lukke dem. Resultatet blev mange fattige og modvilje mod IMF.

### Israel i 2000
Omkring 1993 var der et ønske om fred med palæstinenserne i Israel, ikke mindst for økonomiens skyld, og man indgik Oslo-aftalen. Men senere i 1993 ramte chokterapien Rusland, og 1 million russiske jøder rejste til Israel, hvilket gav mindre behov for palæstinensisk arbejdskraft, og Israel valgte ifølge Klein en hårdere kurs overfor palæstinenserne, bl.a. byggede man flere bosættelser på besat land og palæstinenserne blev ramt hårdt økonomisk af ofte lukkede grænser. I 2000 skete der flere ting: palæstinenserne startede den 2. intifada (opstand), Israel påbegyndte bygningen af en gigantisk separationsbarriere, Israels store IT-industri blev ramt da 'dot.com-boblen' sprang, og regeringen valgte at øge militærudgifterne og opfordre IT-virksomhederne til at satse på salg af 'sikkerhed', således at man gik efter "sikkerhed, ikke fred". De israelske firmaer var derfor godt placeret, da USA i 2001 fik stor efterspørgsel efter dette samt 'terror-bekæmpelse', som Israel også har ekspertise i efter kampen mod de besatte palæstinenseres modstand. Resultatet er, at Israel ikke længere har en økonomisk interesse i fred, fx førte krigen med Libanon i 2006 til højere israelske aktiekurser.

### USA 2001
I 2001 blev George W. Bush præsident i USA, med bl.a. vicepræsidenten Dick Cheney og forsvarsministeren Donald Rumsfeld. De gik ind for offentlige nedskæringer og udlicitering af essentielle offentlige opgaver som fx sikkerhed. Dette medførte en lavere kvalitet (pga. ufaglærte ansatte) på især fly-sikkerhed, hvilket ifølge Klein blev udnyttet til et terrorangreb i september. Herefter øgede Bush bevillingerne til 'fædrelandssikkerhed' voldsomt, og alle disse opgaver blev også udliciteret. Retssikkerheden for især udlændinge blev kraftigt forringet.

### Irakkrigen fra 2003
Klein ser Irakkrigen i 2003, ledet af USA, som det hidtil mest gennemførte eksempel på chokdoktrinen. Målet var ifølge Klein at begynde en liberalisering af Mellemøsten til gavn for amerikanske firmaer. Den militære taktik var 'Shock and awe' (chok og ærefrygt), hvor man også gik efter civile mål som fx elektricitet for at terrorisere samfundet. I det efterfølgende kaos tillod man fx tyveri af offentlig ejendom som en slags 'privatisering'.
Neoliberalisten Paul Bremer blev sat til at lede landet i den første tid. Nogle af hans første handlinger (chokterapi) var at ophæve al told og alle begrænsninger på frihandel (som det eneste land i verden), privatisere alle statsejede virksomheder, sænke selskabsskatten, tillade 100% udenlandsk ejerskab, tillade at alt overskud kan trækkes ud af landet, fyre 500.000 offentligt ansatte og lave kontrakter på genopbygning og sikkerhed med amerikanske firmaer med garanti for profit og uden kontrol. Alt dette gavnede de amerikanske firmaer, hvoraf Cheney og Rumsfeld havde store aktieposter i nogle. Men det gav stor arbejdsløshed, nød og modstand. Imens lavede folk som Muqtada al-Sadr en mere effektiv genopbygning, hvilket gav stor opbakning og mulighed for at lave en milits.
USA havde lovet hurtigt at indføre demokrati, og befolkningen var klar, der var fredelige demonstrationer og selvorganiserede lokale valg og afstemninger. Men meningsmålinger viste, at befolkningen ville stemme imod USA's ønsker, så Bremer valgte ifølge Klein at udskyde demokratiet og i stedet selv at udpege regering og borgmestre. Derefter skiftede modstanden til udemokratiske, voldelige former. Bremers svar på dette var en masse fængslinger og tortur, bl.a. i Abu Ghraib-fængslet.
Alt i alt slog det store eksempel på chokdoktrinen dog fejl ifølge Klein, irakernes modstand mod de mange overgreb blev så voldsom at mange firmaer ikke turde etablere sig i landet.

### Sri Lanka efter tsunamien i 2004
I december 2004 ramte en voldsom tsunami en række asiatiske lande, heriblandt Sri Lanka. Få år før havde en USA-støttet plan om liberalisering og satsning på turisme mødt så stor folkelig modstand, at den var blevet opgivet, og en ny præsident valgt på at være imod privatisering. Men efter tsunamien var landet i chok, og planen blev gennemført ifølge Klein. Fiskere fik ikke lov at genopbygge deres huse ved stranden, hoteller overtog. Nødhjælpspenge blev brugt til turismeudvikling, og ejendomsret og arbejdslove blev liberaliseret. 'Genopbygningen' blev styret af et organ af erhvervsfolk, uden om parlamentet. Resultatet blev nød og en genopblussen af de etniske stridigheder.

### New Orleans efter orkanen i 2005
I 2005 ramte orkanen Katrina byen New Orleans i USA. Bystyret havde bedt det amerikanske katastrofe-agentur (FEMA) om penge til højere diger mod Mississippi-floden uden at få det. Da byen blev oversvømmet nåede alle med egen bil at komme ud, men de fattige uden blev fanget, og fik meget mangelfuld hjælp fra FEMA til at komme væk og på sygehus. Chicagoskole-økonomer brugte chokket til at foreslå lavere løn og skat, færre erhvervsregler og privatisering af bl.a. alle skolerne, og Bush fulgte forslaget. Nogle store firmaer fik ifølge Klein overpriser for genopbygningen (betalt af FEMA, der i øvrigt udliciterede opgaven med at lave genopbygningskontrakter til et privat firma), men nogle af de almene boligblokke blev revet ned, andre måtte vente meget længe. Resultatet var en by med større ulighed mellem rige og fattige end før.

## Optimisme
Bogen slutter med forskellige grunde til optimisme trods de stærke kræfter bag chokdoktrinen: Bush, hvis regering var en af hovedkræfterne, er ikke præsident længere. Mange andre, både erhvervsfolk og tidligere diktatorer, sidder i fængsel eller på anklagebænken. Neoliberalismen har mindre folkelig opbakning pga. skandalerne. IMF's krav mødes af protester. De fattige lande accepterer ikke kravene om liberalisering i WTO-forhandlingerne. Nogle steder, fx i Thailand efter tsunamien og nogle steder i New Orleans, accepterer folk ikke at vente på regeringens 'genopbygning', som går ud på at give jorden til erhvervsfolk, men 'indtager' deres egen jord og genopbygger selv deres boliger.
Virkningen af de chok, forskellige samfund er blevet ramt af, aftager med tiden, selv om det ofte tager en generation. Dette ses ifølge Klein tydeligst i Sydamerika efter diktaturerne, hvor venstrefløjen i mange lande er kommet til magten på en politik om mindre ulighed, fx via nationaliseringer og jordreformer og velfærd. Disse lande støtter hinanden (ALBA) men ikke gennem frihandelsaftaler, fx låner Venezuela penge til andre lande, så de undgår IMF's krav.

## Anmeldelser
Lotte Folke Kaarsholm i Information (5. oktober 2007): "The Shock Doctine er ikke noget teoretisk værk. Der skal forsimples meget i de økonomiske teorier for at skrive et faktabåret stykke ideologisk verdenshistorie som det, Naomi Klein har leveret. Men som økonomen Joseph Stiglitz skrev i sin anmeldelse af bogen i New York Times, er den ideologi, hun angriber, skyldig i betydeligt mere alvorlige simplificeringer i liberaliseringsideologernes tro på, at det perfekte marked kan skabe det perfekte samfund, når blot vi først lige har fået ryddet alt rodet væk. Den naivitet har været dødelig, det synes grundigt bevist. Og den førstehåndsdokumentation, Naomi Klein fremlægger i sit nye kæmpeværk, vil være uvurderlig for fremtidens spekulationer om, hvor den vestlige verdens frihedstriumftog helt præcist gik galt."

Henrik Ørholst i Jyllands-Posten (31. oktober 2007): "Det er en mursten. Men det er en fantastisk bog, Naomi Klein har skrevet, The Shock Doctrine... På intet tidspunkt føles bogen tung og kedelig. Tværtimod. Hun er økonomernes svar på superkrimiforfatteren Stieg Larsson. The Shock Doctrine er spændende skrevet. Hvis man er interesseret i samfundets udvikling i et nyt perspektiv... Det er svært at finde huller i den omfattende bog. Hendes research er stor og hun er i stand til at skrive klart og logistik, og på intet tidspunkt bliver man træt af at læse bogen. Budskabet er kompliceret og interessant... Bogen største udfordring er, at de, der virkelig har brug for at læse den, ikke har den tid, der skal til for at kværne de mere end 500 sider (med noter og stikord). I stedet vil det blive en bibel for det bæredygtige segment af café latte-drikkende mennesker med de rigtige meninger, hvor udenrigspolitik og det at gøre en forskel er indskrænket til der, hvor krydset bliver sat hver fjerde år."

Lasse Horne Kjældgaard i Politiken (1. juni 2008): "Naomi Kleins udredning af det katastrofekapitalistiske korstog, der har hærget verden i fire årtier, burde vække lige så stor opmærksomhed som Eisenhowers berømte advarsel om det militærindustrielle kompleks... Hvis man tror, at liberalismen ikke har blod på hænderne og lig i lasten, kan den anbefales som en kraftig opfordring til at tro om. Med et spændingsniveau på højde med en thriller blotlægger Klein i bogen et skræmmende mønster i den nyere tids historie – den kyniske udnyttelse af kriser til at gennemføre økonomiske chokkure, der baner vej for fundamentale samfundsændringer uden demokratisk opbakning. I ét ord: ’Chokdoktrinen’... Naomi Klein optræder skiftevis som journalist i felten – som øjenvidne til krige og katastrofer – og som højtflyvende verdenshistoriker ved skrivebordet. Hendes metode i ’Chokdoktrinen’ er at påvise analogier, hvoraf mange er overbevisende, mens andre er mærkværdige."
Den svenske liberalist Johan Norberg har kritiseret Chokdoktrinen: "For at fremme sin egen politiske agenda udvælger hun de tal og informationer, der passer ind i hendes konspirationsteori, mens hun udelader alt det, der modsiger den, mener Norberg." Norberg har skrevet en bog som kritik af Chokdoktrinen, og Naomi Klein har svaret (se artikel).